# Milaan-San Remo 1984
De wielerwedstrijd Milaan-San Remo 1984 werd gereden op 17 maart. Het parcours van deze 75e editie was 294 kilometer lang.  De winnaar legde de afstand af in 7u 22min 25sec. Francesco Moser won solo voor de Ier Sean Kelly en de Belg Eric Vanderaerden, die respectievelijk naar de tweede en derde plaats sprintten. Het was de enige maal, op 15 deelnames, dat Francesco Moser deze klassieker kon winnen in zijn carrière.
De eerste Nederlander, Johan van der Velde, eindigde net buiten de top tien, op de 11e plaats.

## Deelnemersveld
Er kwamen 227 wielrenners aan de start, waarvan er 63 de finish zouden halen.
| Deelnemende ploegen   | Deelnemende ploegen           |
| --------------------- | ----------------------------- |
| Alfa Lum-Olmo         | La Redoute                    |
| Ariostea-Benotto      | Murella-Rossin                |
| Atala-Campagnolo      | Panasonic-Raleigh             |
| Bianchi-Piaggio       | Peugeot-Shell-Michelin        |
| Carrera-Inoxpran      | Metauro Mobili-Pinarello      |
| Cilo-Aufina           | Renault-Elf-Gitane            |
| Del Tongo-Colnago     | Sammontana-Campagnolo         |
| Coop-Hoonved-Rossin   | Santini-Conti                 |
| Dromedario-Alan       | Skil-Reydel-SEM-Mavic         |
| Dries-Verandalux      | Splendor-Mondial-Marc         |
| Europdecor-Boule d'or | Supermercati Brianzoli-Wilier |
| Gis Gelati-Tuc LU     | Teka                          |
| Kwantum-Decosol       | Zor-Gemeaz                    |

## Uitslag
| Milaan–San Remo 1984 |                        |                               |          |
| Plaats               | Naam                   | Ploeg                         | Tijd     |
| Winnaar              | Francesco Moser        | Gis Gelati-Tuc LU             | 7u22'25" |
| 2                    | Sean Kelly             | Skil-Reydel-SEM-Mavic         | 20"      |
| 3                    | Eric Vanderaerden      | Panasonic-Raleigh             | z.t.     |
| 4                    | Paolo Rosola           | Bianchi-Piaggio               | z.t.     |
| 5                    | Daniele Caroli         | Santini-Conti                 | z.t.     |
| 6                    | Dag Erik Pedersen      | Murella-Rossin                | z.t.     |
| 7                    | Eddy Planckaert        | Panasonic-Raleigh             | z.t.     |
| 8                    | Noël Dejonckheere      | Teka                          | z.t.     |
| 9                    | Siegfried Hekimi       | Dromedario-Alan               | z.t.     |
| 10                   | Marc Madiot            | Renault-Elf-Gitane            | z.t.     |
| 11                   | Johan van der Velde    | Metauro Mobili-Pinarello      | z.t.     |
| 12                   | Flavio Zappi           | Metauro Mobili-Pinarello      | z.t.     |
| 13                   | Patrick Versluys       | Splendor-Mondial-Marc         | z.t.     |
| 14                   | Erich Mächler          | Cilo-Aufina                   | z.t.     |
| 15                   | Alfredo Chinetti       | Supermercati Brianzoli-Wilier | z.t.     |
| 16                   | Jean-Luc Vandenbroucke | La Redoute                    | z.t.     |
| 17                   | Moreno Argentin        | Sammontana-Campagnolo         | z.t.     |
| 18                   | Gottfried Schmutz      | Dromedario-Alan               | z.t.     |
| 19                   | Dominique Garde        | Peugeot-Shell-Michelin        | z.t.     |
| 20                   | René Bittinger         | Skil-Reydel-SEM-Mavic         | z.t.     |

1907 · 1908 · 1909 · 1910 · 1911 · 1912 · 1913 · 1914 · 1915 · 1916 · 1917 · 1918 · 1919 · 1920 · 1921 · 1922 · 1923 · 1924 · 1925 · 1926 · 1927 · 1928 · 1929 · 1930 · 1931 · 1932 · 1933 · 1934 · 1935 · 1936 · 1937 · 1938 · 1939 · 1940 · 1941 · 1942 · 1943 · 1944 · 1945 · 1946 · 1947 · 1948 · 1949 · 1950 · 1951 · 1952 · 1953 · 1954 · 1955 · 1956 · 1957 · 1958 · 1959 · 1960 · 1961 · 1962 · 1963 · 1964 · 1965 · 1966 · 1967 · 1968 · 1969 · 1970 · 1971 · 1972 · 1973 · 1974 · 1975 · 1976 · 1977 · 1978 · 1979 · 1980 · 1981 · 1982 · 1983 · 1984 · 1985 · 1986 · 1987 · 1988 · 1989 · 1990 · 1991 · 1992 · 1993 · 1994 · 1995 · 1996 · 1997 · 1998 · 1999 · 2000 · 2001 · 2002 · 2003 · 2004 · 2005 · 2006 · 2007 · 2008 · 2009 · 2010 · 2011 · 2012 · 2013 · 2014 · 2015 · 2016 · 2017 · 2018 · 2019 · 2020 · 2021 · 2022 · 2023 · 2024 · 2025
Lijst van beklimmingen